# Passante Ferroviario
De Passante Ferroviario is een ondergrondse spoorverbinding onder de Milanese binnenstad die gebouwd is ten behoeve van het stadsgewestelijk net.

## Geschiedenis
Sinds in 1931 het centraal station werd geopend waren er knelpunten in het lokale en regionale treinverkeer, vooral als gevolg van het gebruik van kopstations. Voordien lag het centraal station bij de Piazza Repubblica aan een doorgaande lijn door de stad. Door de ringlijn buiten de toenmalige bebouwing in combinatie met kopstations verdween ook de rechtstreekse verbinding tussen de spoorlijnen in het noordwesten en die in het oosten en zuidoosten. In het metrobesluit van 1952 was lijn 4 als oost-west verbinding opgenomen maar al in de jaren zestig werd het herstel van de spoorlijn door de stad geopperd. In de jaren zeventig raakte metrolijn 2, die de kopstations onderling verbindt, regelmatig overbelast door overstappers. Daarom werd een plan voor een 7,6 km lange tunnel ontwikkeld, in navolging van S-Bahn projecten in Duitsland en de RER in Parijs.Onder andere wegens geldgebrek, werd de bouw van de spoortunnel pas in 1983 goedgekeurd. In 1984 begon de bouw van de lijn bij Repubblica tegelijk met de metrotunnel aldaar. In 2005 is de route van metrolijn 4 herzien.

### Chronologie
- 1983 - Goedkeuring van het project en de raamovereenkomst tussen de regio Lombardije, de gemeente Milaan, de Ferrovie Nord Milano en de Ferrovie dello Stato Italiane.
- 1984 - Begin van de bouw bij Repubblica
- 21 december 1997 - Opening van het eerste deel met een pendeldienst tussen Bovisa en Porta Venezia .
- 31 mei 1999 - Opening van de westelijke toerit Lancetti – Certosa.
- 30 juni 2002 - Opening van de tunnel tussen Porta Venezia en Dateo, invoeging van station Villapizzone.
- 12 december 2004 - Opening van de tunnel ten zuiden van Dateo met het aansluitende baanvak naar Lambro. Ingebruikname van het stadsgewestelijk net van Milaan.
- 7 juni 2008 - Opening van het baanvak Porta Vittoria – Rogoredo.
- 9 mei 2015 - Invoeging van Stazione Forlanini.

## Aanleg

De bouw van de tunnel werd in handen gegeven van het Milanese metrobedrijf dat ook de tunnels van de eerste twee metrolijnen had gebouwd en bezig was met de aanleg van metrolijn 3. De bouw begon op de plek waar tot 1931 het centraal station stond en waar de passante en metrolijn 3 elkaar kruisen.

### Tunnel
De tunnel tussen Garibaldi FS en Porta Venezia was in het metrobesluit van 1952 opgenomen als onderdeel van metrolijn 4, al lag die iets zuidelijker dan de gerealiseerde tunnel. Ten westen van Garibaldi FS loopt de tunnel via Lancetti naar de noordwestelijke toeritten. De noordelijke tunnelmond ligt vlak ten zuiden van Milano Nord Bovisa en de westelijke bij station Villapizzone. Hierdoor kan zowel vanaf de spoorlijnen van de FS als die van de FNM de tunnel bereikt worden. De tunnel werd gebouwd met een grond-aardebalansschild met een doorsnee van 8 meter. Deze methode werd ook ten zuiden van Dateo toegepast, het deel tussen Dateo en Porta Venezia werd echter ondergronds uitgegraven.

### Stations
De stations werden, op Porta Venezia na, gebouwd met de open bouwput methode. Vooral bij Repubblica was dit een heikel karwei omdat vlak naast een wolkenkrabber gegraven moest worden. Bij Porta Venezia werd gekozen voor een alternatieve methode om te voorkomen dat de Corso Buenos Aires, een belangrijke verkeersader, gesloten zou moeten worden. Rond het te bouwen station werden betonnen buizen in de grond geduwd die samen een gewelf met een diameter van 30 meter vormden. Hierna kon de grond onder het gewelf worden uitgegraven zonder gevaar voor verzakkingen. In de zo verkregen ruimte werden zijperrons gebouwd en de verdeelhal werd boven de sporen aan het gewelf opgehangen. De perrons van alle stations zijn 250 meter lang en de lijn kan 33000 reizigers per richting per uur verwerken.

## Treindiensten
De lijn door de tunnel verbindt de FS-lijnen Milaan-Domodossola en Milaan-Turijn alsmede de Ferrovie Nord Milano in het noordwesten met de spoorlijnen naar Genua, Bologna en Venetië in het oosten en zuidoosten. De tunnel tussen Lancetti en Porta Vittoria is het hart van het stadsgewestelijk net van Milaan en wordt gebruikt door 5 lijnen van het stadsgewestelijk net. Iedere lijn kent een frequentie van eens per half uur zodat per richting iedere 6 minuten een trein door de tunnel rijdt. De diensten worden verzorgd door dubbeldekkers van de types TSR en TAF en treinstellen ETR 425.

## Stations
| Station        | Overstappunt | Foto * | Type                         | Geopend          | Ligging                       | Opmerkingen |
| -------------- | ------------ | ------ | ---------------------------- | ---------------- | ----------------------------- | ----------- |
| Lancetti       |              | 90 !   | Ondiep gelegen zuilenstation | 21 december 1997 | 45° 29′ 42″ NB, 9° 10′ 34″ OL |             |
| Garibaldi FS   |              | 410 !  | Ondiep gelegen zuilenstation | 21 december 1997 | 45° 26′ 47″ NB, 9° 07′ 50″ OL |             |
| Repubblica     |              | 440 !  | Enkelgewelfdstation          | 21 december 1997 | 45° 28′ 42″ NB, 9° 11′ 49″ OL |             |
| Porta Venezia  |              | 450 !  | Enkelgewelfdstation          | 21 december 1997 | 45° 28′ 31″ NB, 9° 12′ 21″ OL |             |
| Dateo          |              | 460 !  | Ondiep gelegen zuilenstation | 30 juni 2002     | 45° 27′ 28″ NB, 9° 09′ 37″ OL |             |
| Porta Vittoria |              | 470 !  | Ondiep gelegen zuilenstation | 12 december 2004 | 45° 27′ 34″ NB, 9° 13′ 27″ OL |             |

* De sorteerwaarde van de foto is de ligging langs de lijn